# Älichan Smajylow

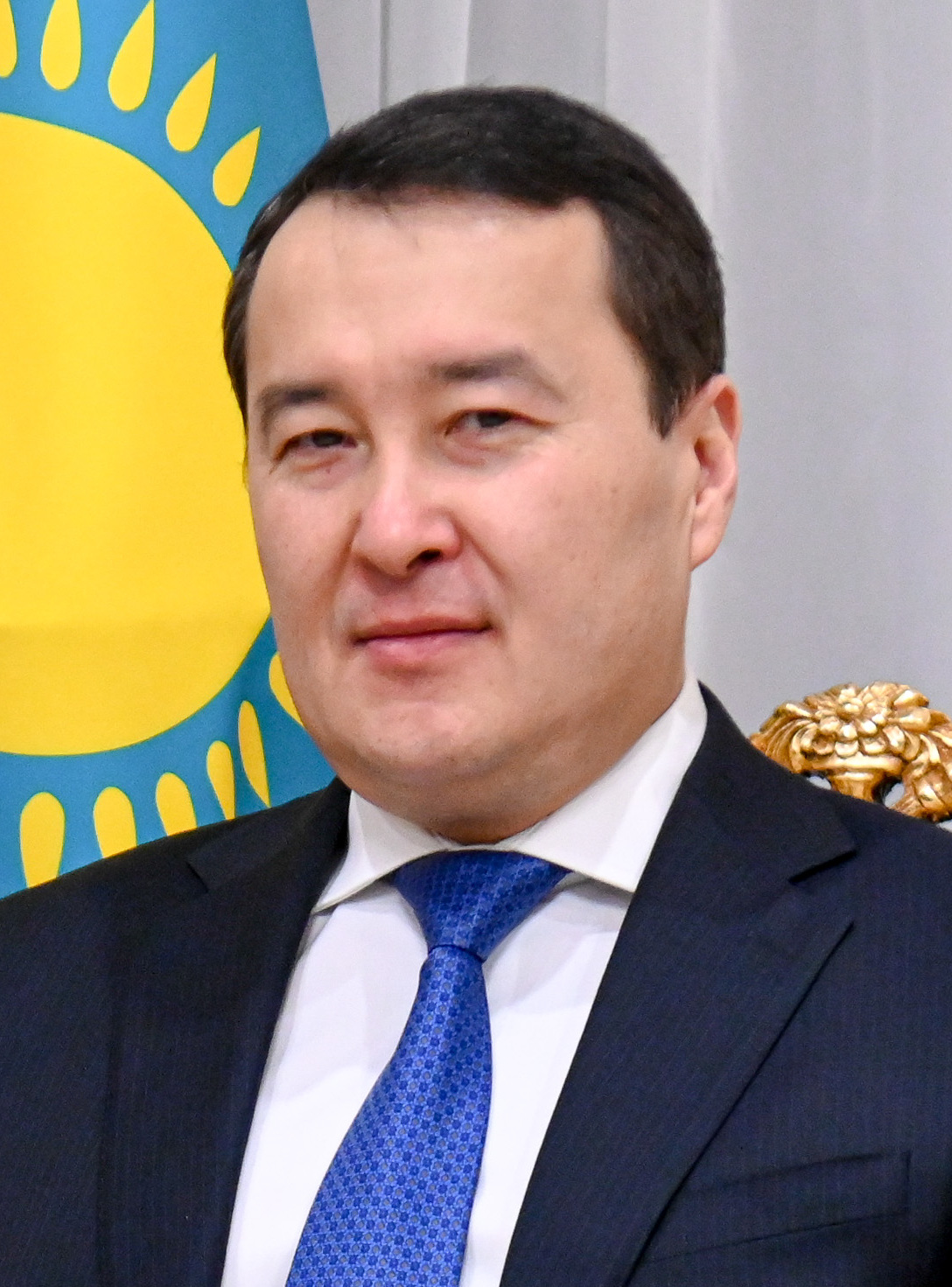
Älichan Smajylow (2022)

Älichan Aschanuly Smajylow (kasachisch Әлихан Асханұлы Смайылов Älihan Ashanūly Smaiylov, russisch Алихан Асханович Смаилов Alichan Aschanowitsch Smailow; * 18. Dezember 1972 in Alma-Ata, Kasachische SSR) ist ein kasachischer Politiker. Er war von Januar 2022 bis Februar 2024 Premierminister Kasachstans.

## Leben
Älichan Smajylow wurde 1972 in Alma-Ata geboren. Er machte 1994 einen Abschluss in angewandter Mathematik an der Al-Farabi-Universität in Almaty. 1996 akquirierte er einen weiteren Abschluss am Kasachischen Institut für Management, Wirtschaft und Prognostizierung.
Seine berufliche Laufbahn begann Smajylow 1993 beim Investitions- und Privatisierungsfonds A-Invest. Zwischen 1995 und 1996 arbeitete er für die Abteilung für Handel und Industrie der Stadtverwaltung von Almaty. Anschließend war für wenige Monate beim Obersten Wirtschaftsrat unter dem Präsidenten der Republik Kasachstan beschäftigt. Ab August 1996 arbeitete er als stellvertretender Abteilungsleiter und danach als Abteilungsleiter für das Nationale Statistische Amt Kasachstans, bevor er von März bis April 1998 kurzzeitig stellvertretender Vorsitzender des Ausschusses für Statistik und Analyse der Agentur für statistische Planung und Reformen war. Im Anschluss daran arbeitete er fast zwei Jahre lang für die Präsidialverwaltung, bevor er im November 1999 zum Vorsitzenden der Agentur für Statistik ernannt wurde. Nach etwas mehr als drei Jahren an der Spitze der Agentur wurde er im Februar 2003 zum stellvertretenden Außenminister Kasachstans und noch im selben Jahr zum Vorsitzenden des Verwaltungsrats der Staatlichen Versicherungsanstalt. Zwischen Februar 2006 und Januar 2007 bekleidete er den Posten des stellvertretenden Finanzministers. Nach einem Regierungswechsel wurde er von dem Ministerposten entlassen und stattdessen Präsident der Holdinggesellschaft Kazagro. Am 21. November 2008 wurde er erneut zum stellvertretenden Außenminister ernannt und seit dem 27. Oktober 2009 war Smajylow Vorsitzender der Agentur für Statistik. Nach einer Umstrukturierung der Agentur blieb er Vorsitzender des Ausschusses für Statistik des kasachischen Wirtschaftsministeriums. Im Dezember 2015 wurde er zum Berater des kasachischen Präsidenten Nursultan Nasarbajew.
Seit dem 18. September 2018 war Smajylow kasachischer Finanzminister. Seit dem 25. Februar 2019 war er im Kabinett von Asqar Mamin außerdem auch erster stellvertretender Premierminister. Am 18. Mai 2020 wurde er aus dem Amt des Finanzministers entlassen. Nachdem Mamin am 5. Januar 2022 infolge der Unruhen im Land zurückgetreten war, wurde Smajylow von Staatspräsident Toqajew mit der kommissarischen Leitung der Regierung beauftragt und am 11. Januar einstimmig vom Unterhaus des Parlaments zum Ministerpräsidenten gewählt. Er stand daraufhin dem Kabinett Smajylow I vor. Am 5. Februar 2024 trat er zurück. Nach einem Tag Interimsausübung des Amtes durch seinen Stellvertreter folgte ihm ab 6. Februar Olschas Bektenow ins Amt des Premierministers.